# Толочаново
Толочаново — деревня в Ступинском районе Московской области в составе Городского поселения Михнево (до 2017 года) (до 2006 года — входила в Татариновский сельский округ).
На 2016 год в Толочаново 1 улица — Овражная и 5 садовых товариществ.

## Население
| 2002 | 2006 | 2010 |
| ---- | ---- | ---- |
| 6    | ↘4   | ↗8   |

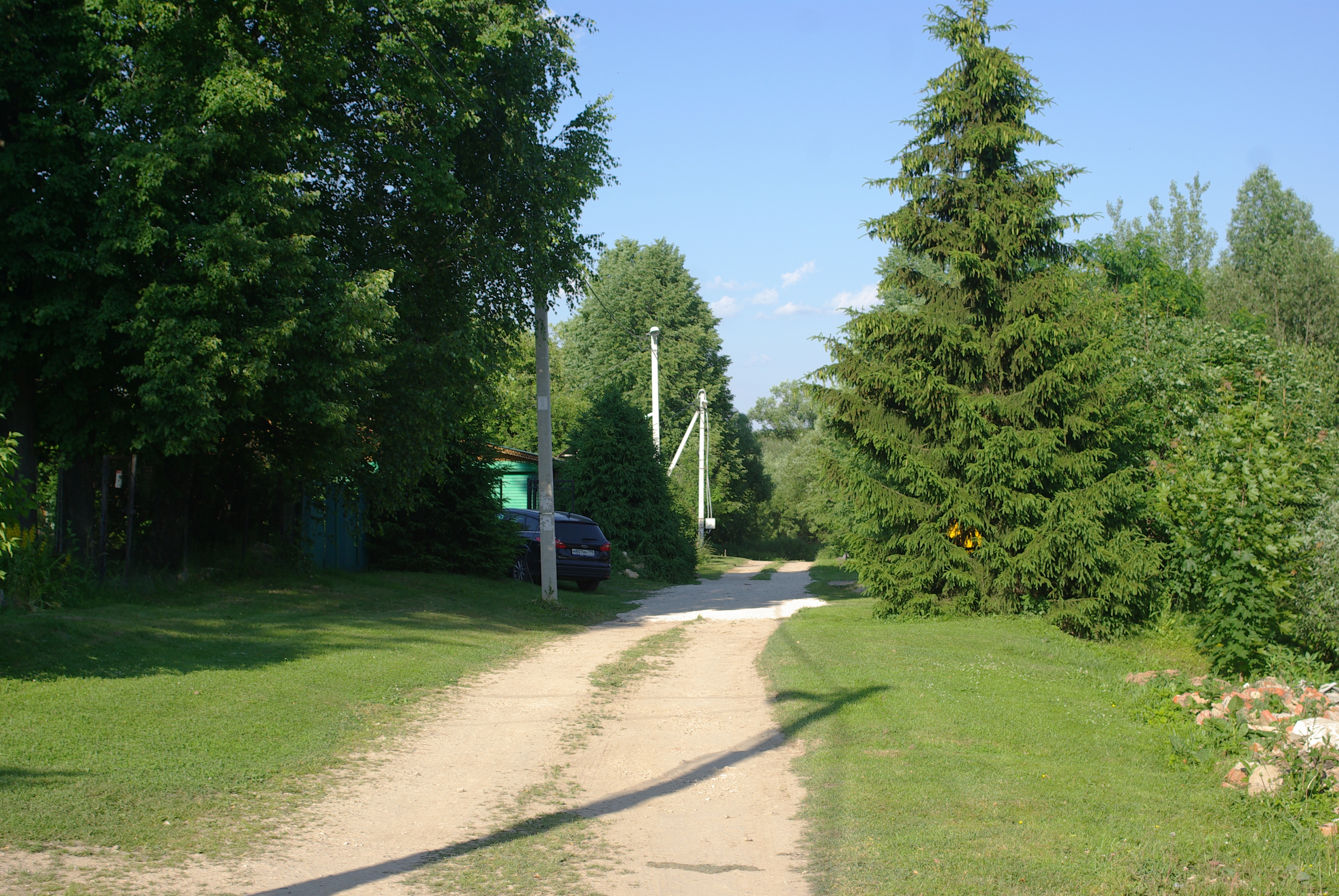
Деревенская улица в Толочаново

Толочаново расположено на севере района, в 45 км от райцентра, недалеко от границы с городским округом Домодедово, на реке Речица (правый приток Северки), высота центра деревни над уровнем моря — 164 м. Ближайшие населённые пункты: Марьинское — около 0,8 км на восток, ниже по реке. Впервые в исторических документах селение упоминается в 1577 году, как пустошь, что была деревня Толочаново. Асфальтовой дороги к деревне нет.